# Лахути, Делир Гасемович
Дели́р Гасе́мович Лахути́ (26 апреля 1934 — 27 января 2022) — советский и российский кибернетик, философ, логик, лингвист, переводчик, специалист в области искусственного интеллекта и интеллектуализации информационных систем. Автор работ о проблемах перевода философских текстов. Доктор технических наук, профессор. Участник Московского логического кружка.

## Биография
Окончил философский и механико-математический факультеты МГУ.
В 1950-е годы — участник Московского логического кружка, который покинул вместе с А. А. Зиновьевым.
В 1971 году в ВИНИТИ защитил диссертацию на соискание учёной степени кандидата технических наук по теме «Оценка поисковых систем».
С 1988 года профессор Российского государственного гуманитарного университета. Руководитель Учебно-научного центра программного и лингвистического обеспечения интеллектуальных систем. Член Российской ассоциации искусственного интеллекта.
В 1999 году в РГГУ защитил диссертацию на соискание учёной степени доктора технических наук по теме «Проблемы интеллектуализации информационных систем».
Круг научных интересов — автоматический анализ текстов на естественном языке и информационно-поисковые системы полнотекстовых баз данных.
Перевёл на русский язык «Логико-философский трактат» Людвига Витгенштейна, «Объективное знание» Карла Поппера, «Научную объективность и её контексты» Эвандро Агацци и ряд других научных, методологических и философских трудов.
Скончался в Москве 27 января 2022 года.

## Семья
Из персидского рода. Сын национального героя Таджикистана, поэта, переводчика и революционера Абулькасима Лахути. Брат музыковеда и органистки Атеи Гасемовны Лахути, писателя и журналиста Гива Гасемовича Лахути, писателя-ираниста Лейлы Лахути. Отец реставратора и переводчика Майи Лахути. Дядя композитора Феликса Лахути.

## Избранные труды
- Бернштейн Э. С., Лахути Д. Г., Чернявский B. C. Вопросы теории поисковых систем — М., 1966. — 130 с.
- Лахути Д. Г. Вопросы отладки и оценки дескрипторных поисковых систем // Семантические проблемы информатики. — М., 1971. С. 6-37.
- Лахути Д. Г., Рубашкин В. Ш. Средства и процедура концептуальной интерпретации входных сообщений на естественном языке // Известия АН СССР: Техническая кибернетика. 1987. № 2. С. 49-59.
- Лахути Д. Г. Автоматизированные документально-фактографические информационные системы // Итоги науки и техники. Сер. Информатика. 1988. Т. 12. С. 6-79.
- Лахути Д. Г., Рубашкин В. Ш. A Linguistic Processor with Advanced Semantic Component // Новости искусственного интеллекта. 1993. Специальный выпуск. С. 99-103.
- Лахути Д. Г., Рубашкин В. Ш. Реорганизация нормативной базы в технической отрасли с использованием методов искусственного интеллекта // КИИ-96: Пятая национальная конференция с международным участием «Искусственный интеллект-96»: Сборник научных трудов: В 3 т. Казань, 1996. Т. 2. С. 135—138.
- Лахути Д. Г., Рубашкин В. Ш. Семантический (концептуальный) словарь для информационных технологий. Ч. 1. [Общий подход к построению] // Научно-техническая информация. Серия 2, Информационные процессы и системы. 1998. № 1. С. 19-24.
- Лахути Д. Г. О некоторых проблемах перевода англоязычной философской, логической и историко-математической терминологии на русский язык // Вопросы философии. 1999. № 11. С. 34-39.
- Лахути Д. Г.  Образ Сталина в стихах и прозе Мандельштама. М.: РГГУ, 2008,2009. 250 с.